# Лавља глава
Лавља глава или динстана ћуфта је јело из кухиње источне Кине, које се састоји од великих свињских ћуфти или јунећих месних округлица са поврћем.

## Поријекло и назив
Назив "лавља глава" потиче од облика ћуфте која би требало да личи на главу чувеног орнамента кинеског лава чувара. Јело потиче из Јангџоуа и Женђианга, у мањој мери Хуаи'ан, док је обична сорта чешћа у Јангџоуу , а црвена је чешћа у Женђиангу. Јело је постало дио шангајске кухиње са приливом миграната у 19. и почетком 20. вијека. Јело се може припремити и са говедином или као вегетаријанско јело.